# Musée Mandet
Le musée Francisque-Mandet est un musée d'art situé à Riom (Puy-de-Dôme), présentant des collections de beaux-arts, arts décoratifs, design, orfèvrerie et archéologie et accueillant tout au long de l'année des expositions temporaires. Il est un des principaux musées d'arts et archéologie d'Auvergne.
Il fut fondé et installé en 1866 dans l'hôtel Dufraisse du Cheix. Il fut agrandi en 1983 avec l'ouverture de vingt salles supplémentaires dans l'hôtel Desaix et est inscrit au titre des monuments historiques.
Labellisé Musée de France, il est géré par le service des musées de la Communauté d'agglomération Riom Limagne et Volcans.

## Présentation et historique du musée

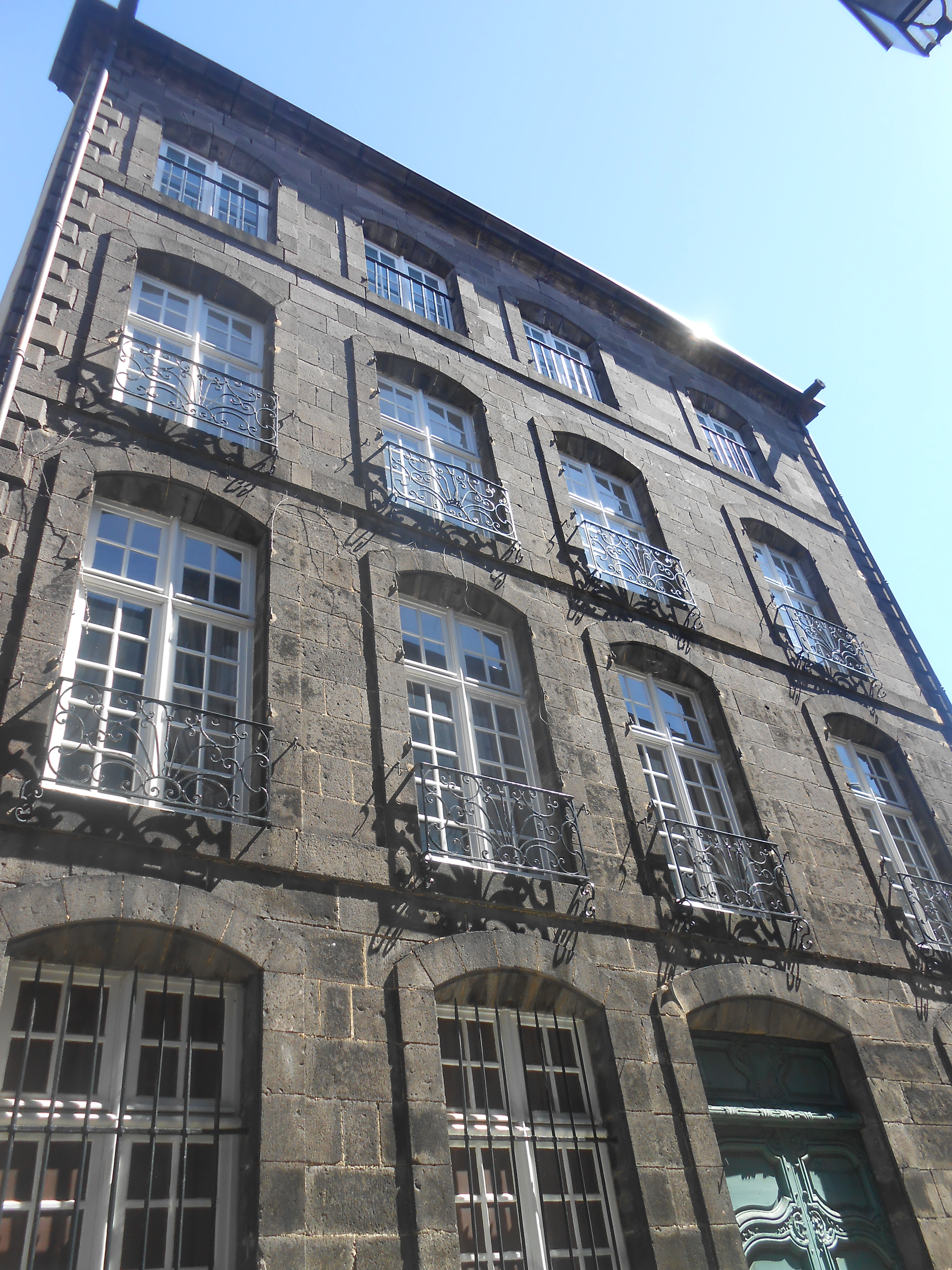
Hôtel Desaix, vue de la rue Chabrol.

Le musée se trouve dans l'hôtel Dufraisse du Cheix, hôtel de style Louis XV reprenant le plan des hôtels parisiens entre cour et jardin, construit à l'angle de la rue de l'Hôtel-de-Ville et la rue Chabrol dans le centre-ville. L'hôtel a été construit en pierre de Volvic à partir de 1707 pour Annet Dufraisse (1672-1709) et terminé en 1709.
L'hôtel abrite, depuis 1866, les collections de peintures et de sculptures de l'Antiquité au XIXe siècle ainsi qu'une importante collection de portraits d'hommes célèbres d'Auvergne. Il porte le nom de Francisque Mandet (1811-1885), magistrat et historien, qui le créa.
En 1983, les époux Richard, des collectionneurs riomois, font don de 5 500 œuvres au musée : peintures, sculptures, objets d'art décoratif dont une collection d'orfèvrerie.
En 2010, la restauration des bâtiments est terminée. Des espaces pédagogiques sont aménagés, une bibliothèque de recherche et un département des arts décoratifs de 1950 à nos jours sont créés. Le musée possède une collection de plus d'une centaine de pièces d'orfèvrerie, de verrerie et de céramique dont certaines créées spécialement pour le musée par Roland Daraspe ou Goudji.

## Collections
Le musée présente des collections permanentes : 
- des tableaux des écoles flamande, hollandaise et française des XVIIe et XVIIIe siècles,
- des tableaux du XIXe siècle, dont notamment une collection de tableaux orientalistes, ainsi que des tableaux du peintre natif de Riom Alphonse Cornet, décorateur des châteaux du Louvre et de Fontainebleau.
- une collection archéologique d'objets provenant de l'Antiquité romaine, grecque, étrusque et égyptienne : petits bronzes, terres-cuites, statuettes d'argile, poteries, bijoux.
- des œuvres du Moyen Âge : chapiteaux sculptés, bénitiers, différentes pièces lapidaires, statues en bois dont une Sainte Véronique du XIVe siècle et une Vierge en majesté du XIIe siècle en chêne, des meubles ciselés, des émaux champlevés du XIIIe siècle provenant de Limoges.
- des objets de la Renaissance : tableaux, tapisseries, meubles.
- la période classique (XVIIe – XVIIIe siècles) est illustrée par la mise en valeur de meubles marquetés, de tapisseries d'Aubusson du XVIIe siècle, d'argenterie, de porcelaine et par une collection de râpes à tabac.
- une collection d'armes anciennes dont le « tromblon de Mandrin ».
- une collection d'objets d'arts de la table[5]. Cette collection permet de retracer l'histoire des objets de table depuis le XVIIe siècle en France, à partir d'orfèvreries, de dinanderies ou encore de céramiques. Les objets conservés sont divers : écuelles, assiettes, légumiers, terrines, plats, jattes, coupes, plateaux, égouttoirs à fromage, saucières, salières, moutardiers, sucriers ou encore chocolatières[6].

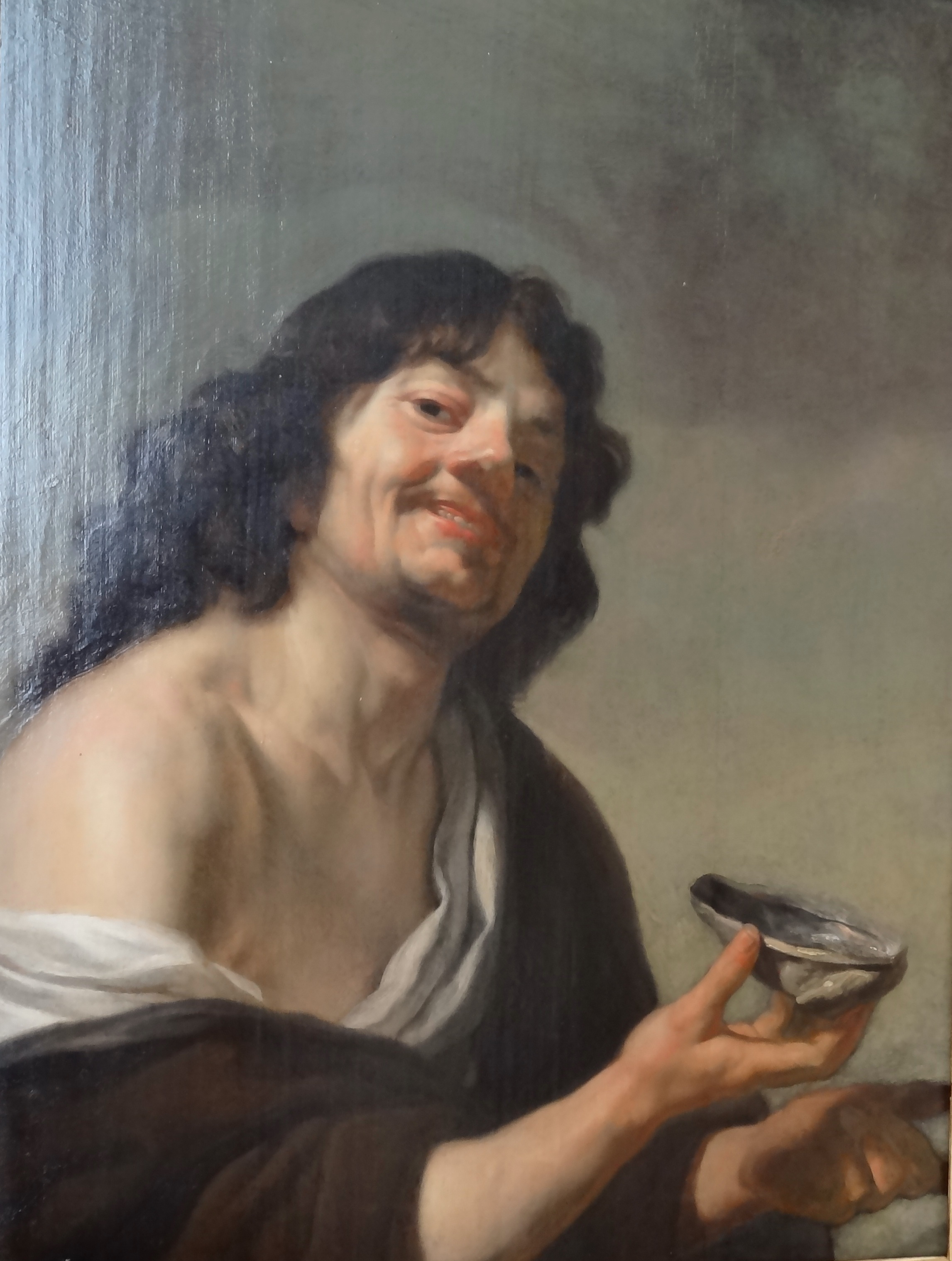
Le Mangeur d'huîtres, Jacob Adriaensz Backer.
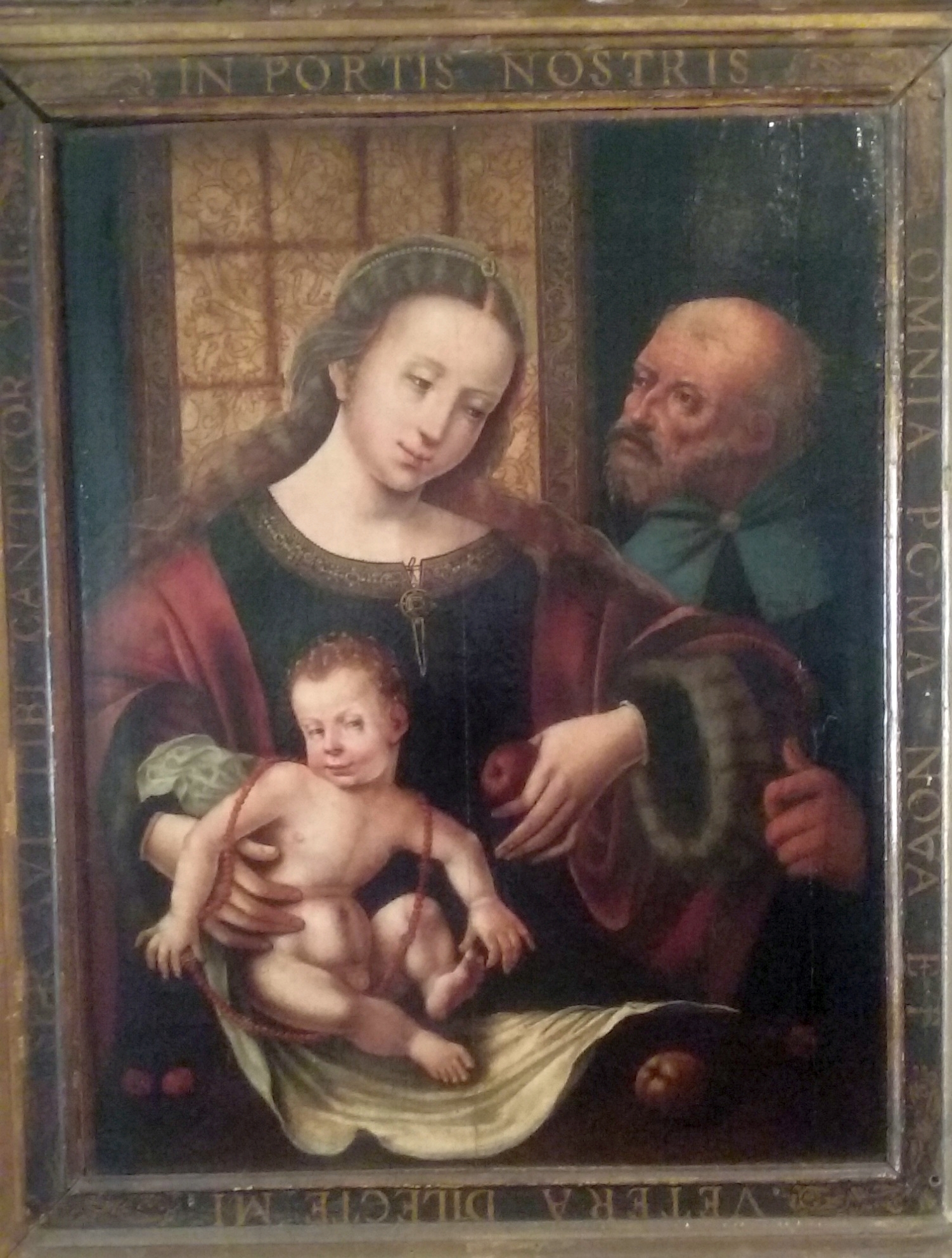
La Sainte Famille de Jan Gossaert.
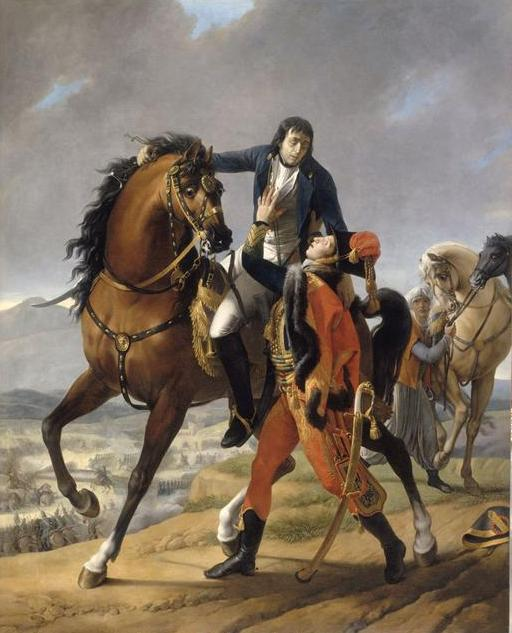
Mort de Desaix à Marengo de Jean-Baptiste Regnault.
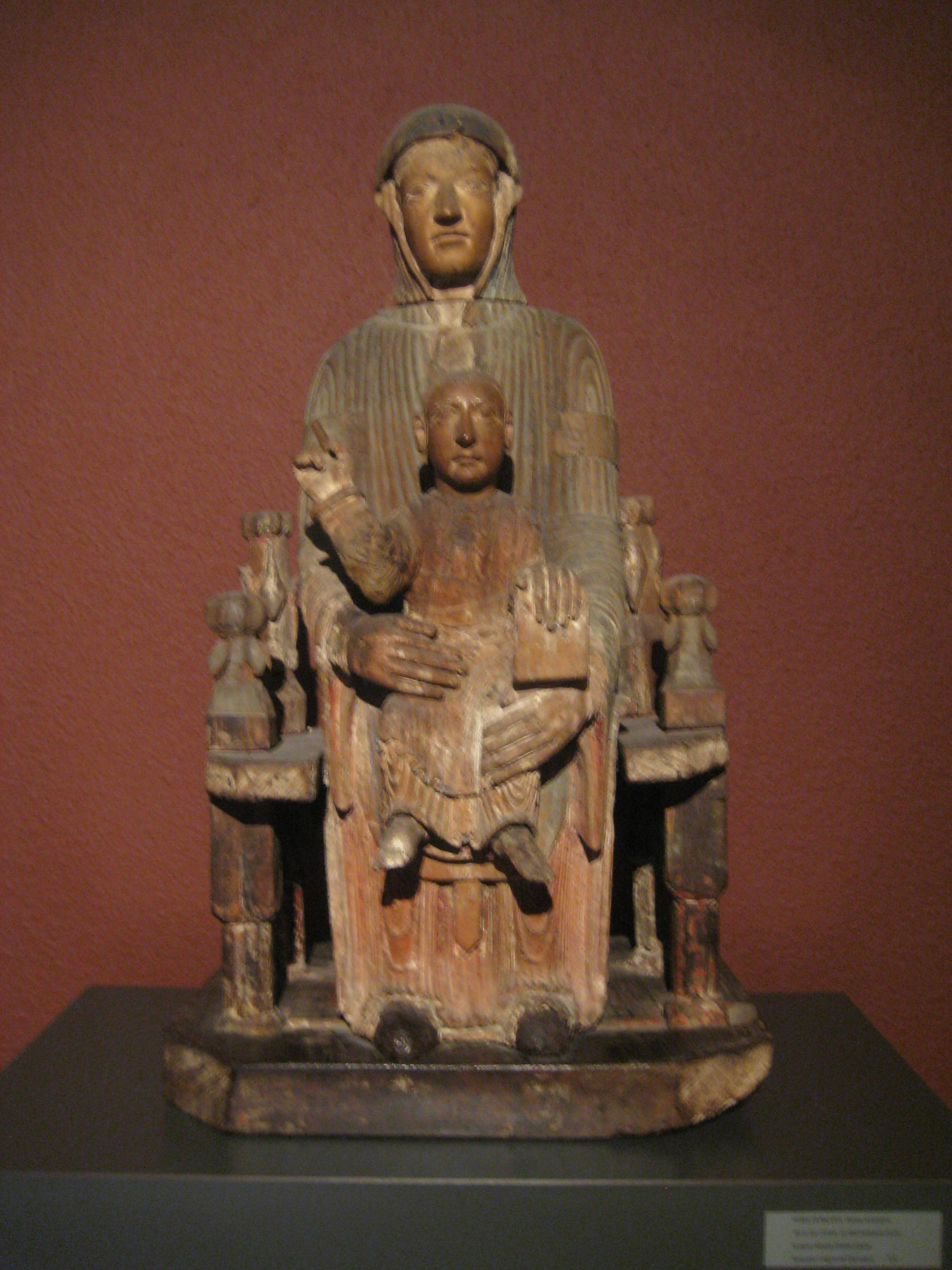
Vierge romane auvergnate.
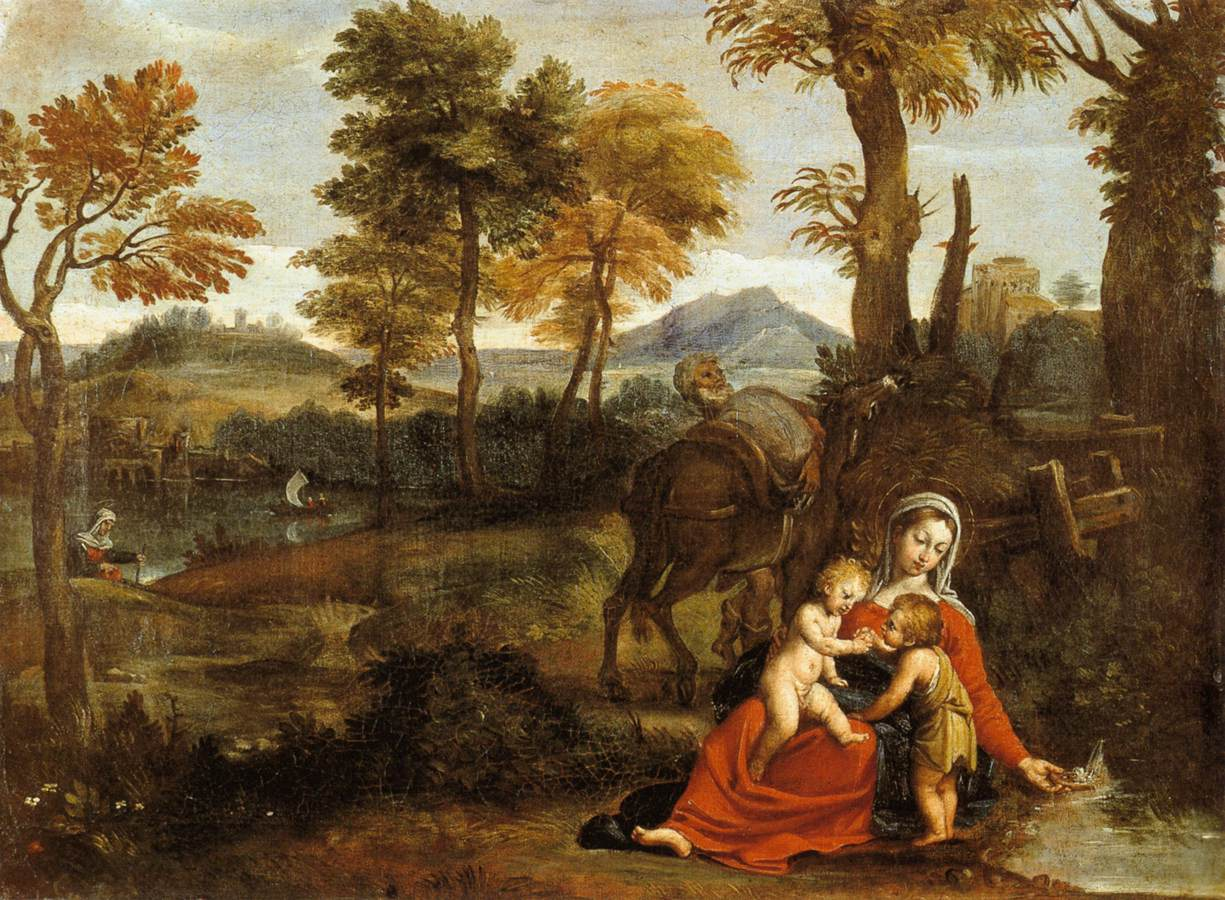
La Fuite en Égypte du Dominiquin.
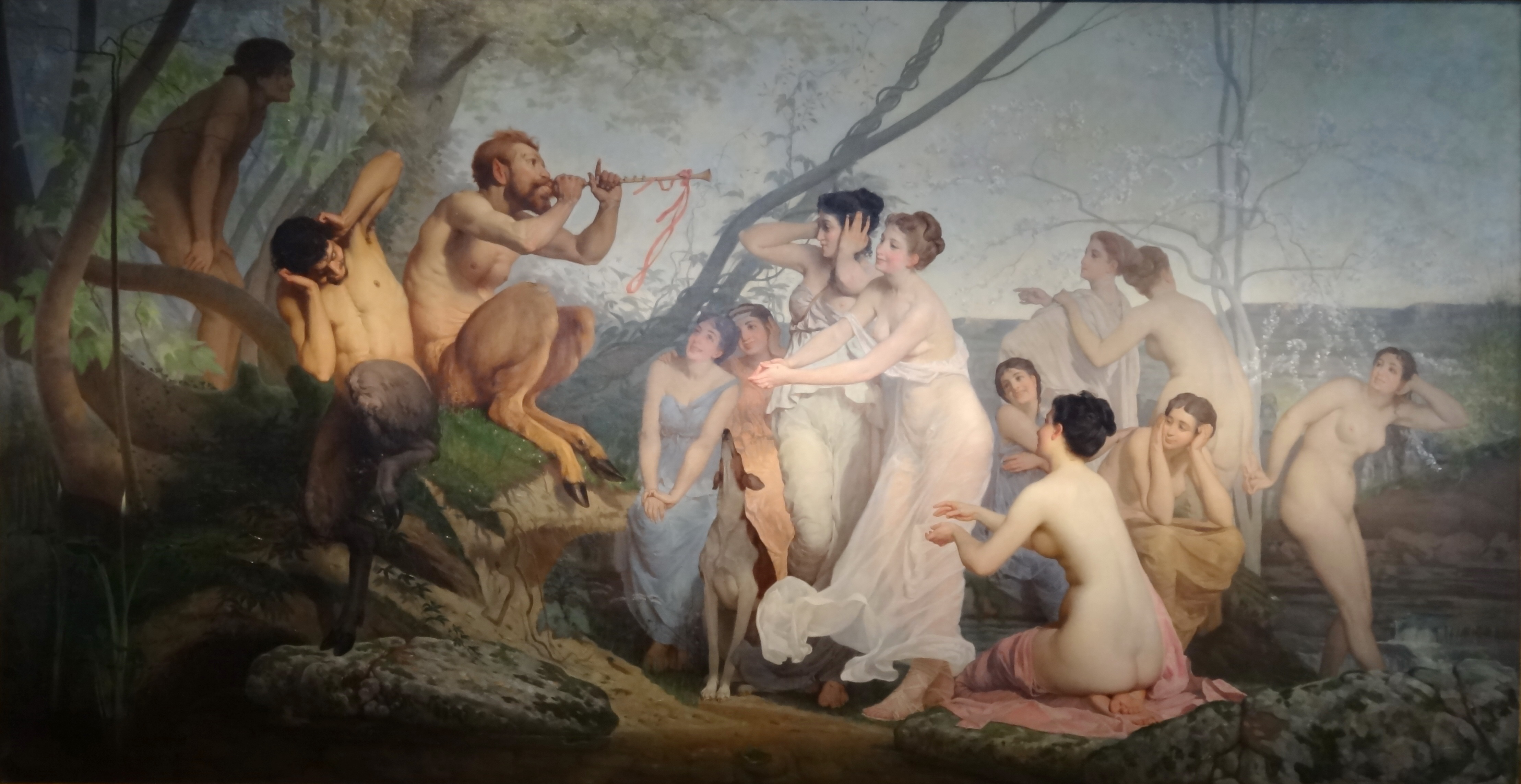
Nymphes et Satyres de Charles Édouard Delort.

Le musée présente également de nombreuses expositions temporaires notamment d'art contemporain et de design.

### Antiquités et Archéologie

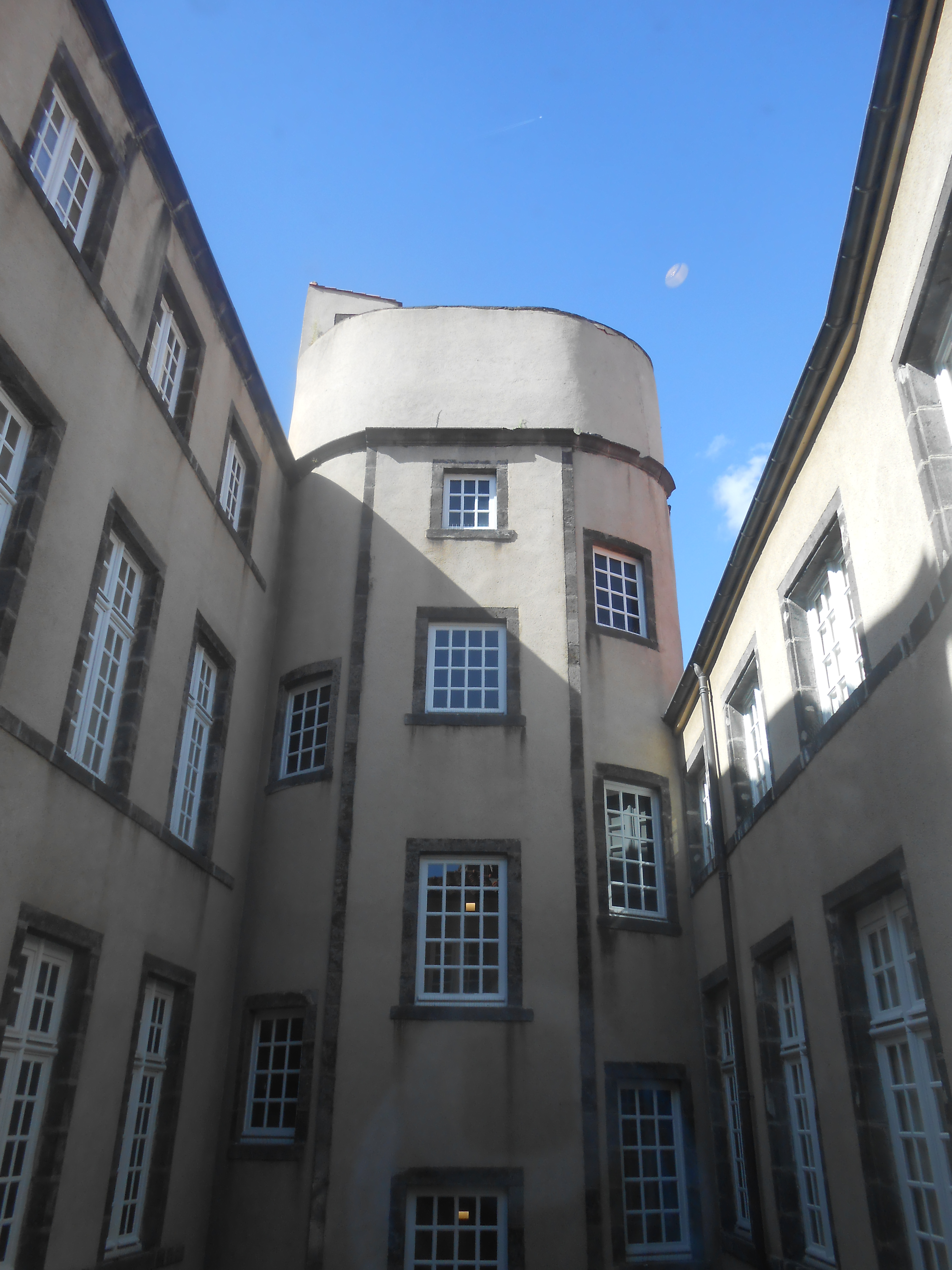
Hôtel Desaix, cour intérieure.

Le musée présente des collections d'objets antiques venant de tous les horizons notamment dans la partie installée dans l'hôtel Desaix. De très nombreuses statuettes et statues venant de tout le pourtour méditerranéen témoignent des différentes civilisations antiques : objets d'art romains, statuettes étrusques et grecques, lapidaires.
La période est représentée par une grande collection d'objets d'art mais aussi archéologiques comme des sarcophages du haut Moyen Âge, des statues de toute la période médiévale dont de nombreuses vierges sculptées. Sont aussi présents des peintures des primitifs flamands et primitifs italiens, du mobilier et des retables médiévaux.

### DuXVIeauXIXesiècle
De nombreuses salles présentent un ensemble de peintures des écoles flamande et hollandaise du XVIIe siècle avec des peintres comme Cornelis Saftleven ou Jacob Adriaensz Backer ainsi que des œuvres de l'école française des XVIIe et XVIIIe siècles notamment représentés par Charles-Joseph Natoire, Jean Raoux ou Jean-Baptiste Regnault.
Un étage entier est consacré au XIXe siècle avec une galerie de portraits des hommes illustres d'Auvergne et des peintures d'artistes régionaux comme Alphonse Cornet, Nicolas Berthon ou Louis Devedeux.
Les sculptures sont également présentes avec des œuvres de Auguste Rodin ou Ernest Meissonier.